# ذخیره‌گاه طبیعی کوریلسکی
ذخیره‌گاه طبیعی کوریلسکی (انگلیسی: Kurils Nature Reserve) یک منطقه حفاظت شده طبیعی در استان ساخالین کشور روسیه است.